# Sotirios Atanasopulos
Sotirios Atanasopulos – grecki gimnastyk, wicemistrz olimpijski z Aten (1896). Medal zdobył w drużynowych ćwiczeniach na drążkach, w których zdobył srebro jako zawodnik klubu Panellinios Gymnastikos Syllogos.